# Список императриц России

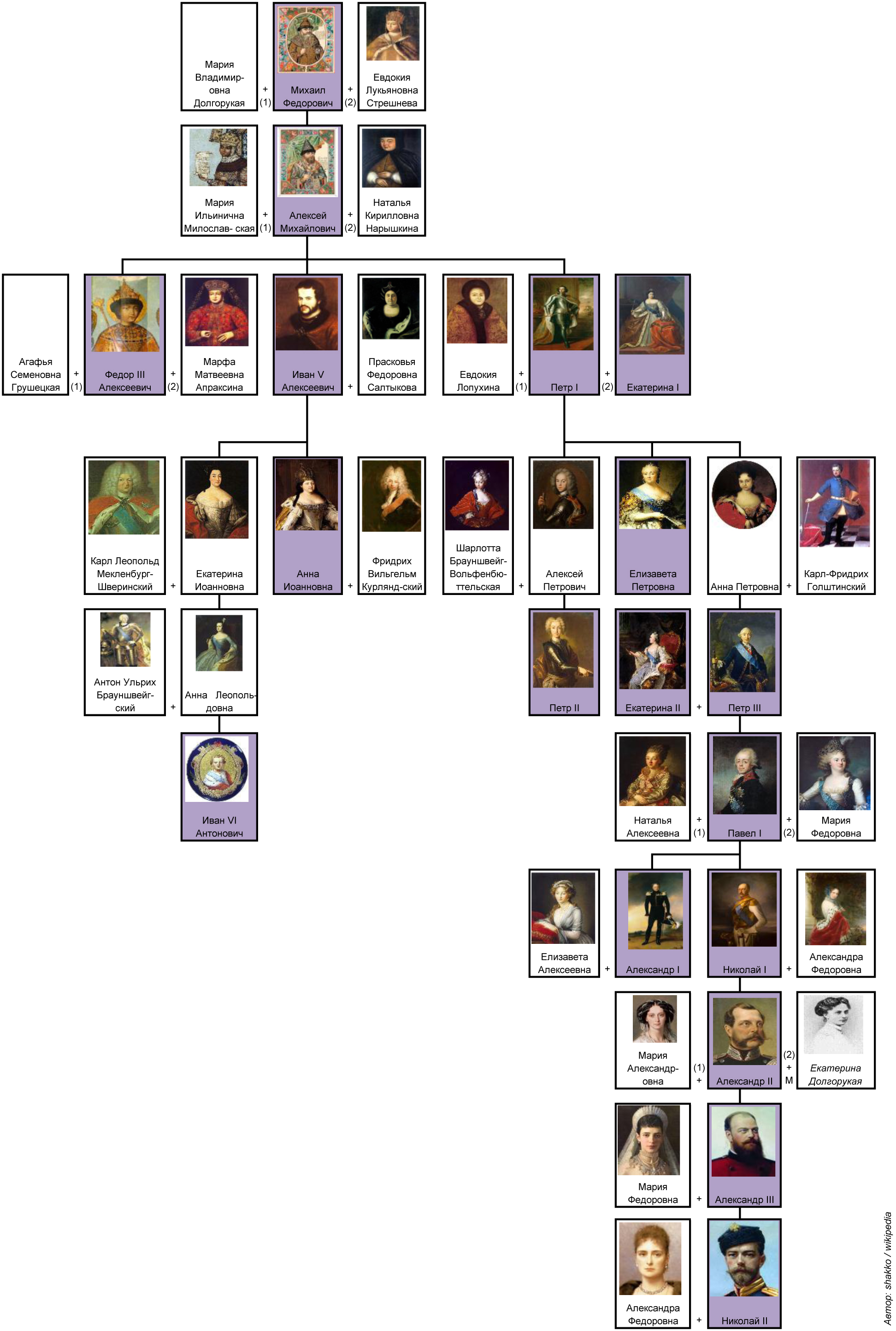
Родословное древо правителей из династии Романовых с супругами.

Титул императрица Всероссийская существовал с 1721 по 1917 год. Он был введён Петром I при превращении царства в империю и упразднён революцией.
Отдельно см. Список супругов императоров России, включающий мужчин и морганатические браки.

## Характеристика
Его носили как самодержицы (из которых Елизавета была незамужней, обе Екатерины — вдовами российских императоров, а Анна — просто вдовой), так и супруги (консорты) правящих императоров.
Екатерина I и Екатерина II де-юре некоторое время являлись вдовствующими императрицами, но практически мгновенно превратились в императриц-самодержиц. По сути, вдовствующими императрицами (соблюдавшими определённый общепринятый образ жизни и правила этикета по этому вопросу) были:
- Мария Фёдоровна (жена Павла I)
- Елизавета Алексеевна (жена Александра I)
- Александра Фёдоровна (жена Николая I)
- Мария Фёдоровна (жена Александра III)

Супругами императоров, не ставшими императрицами, были царица Евдокия Лопухина (1-я жена Петра Великого; сослана в монастырь), великая княгиня Наталья Алексеевна (1-я жена Павла I; умерла родами ещё до его вступления на престол) и Екатерина Долгорукова (княгиня Юрьевская) (2-я, морганатическая жена Александра II; овдовела. По слухам, муж хотел короновать её, но не успел).

## Самодержицы
| Имя                     | Портрет                      | Герб | Начало правления             | Конец правления                 | Коронация                                         | И.    |
| ----------------------- | ---------------------------- | ---- | ---------------------------- | ------------------------------- | ------------------------------------------------- | ----- |
| Екатерина I Алексеевна  | (1684—1727)                  |      | 28 января (8 февраля) 1725   | 6 (17) мая 1727                 | 7 (18) мая 1724 (как императрица-супруга Петра I) | [ 1 ] |
| Анна I Иоанновна        | (1693—1740)                  |      | 15 февраля (26 февраля) 1730 | 17 (28) октября 1740            | 28 апреля (9 мая) 1730                            | [ 2 ] |
| Елизавета Петровна      | (1709—17621761 по ст. стилю) |      | 25 ноября (6 декабря) 1741   | 25 декабря 1761 (5 января 1762) | 25 апреля (6 мая) 1742                            | [ 3 ] |
| Екатерина II Алексеевна | (1729—1796)                  |      | 28 июня (9 июля) 1762        | 6 (17) ноября 1796              | 22 сентября (3 октября) 1762                      | [ 4 ] |

## Императрицы-супруги
— стала правительницей
 — умерла при правлении мужа
Розовым — убита
| Имя                  | Имя до брака                                                           | Портрет | Годы жизни  | Супруг                  | Дата свадьбы | Дети в браке                         | Утрата статуса                                                                                             |
| -------------------- | ---------------------------------------------------------------------- | ------- | ----------- | ----------------------- | ------------ | ------------------------------------ | --- |
| Екатерина I          | Марта Скавронская                                                      |         | (1684—1727) | Пётр I (2-я жена)       | 1712         | сыновья умерш. во млад., дочери      | скончалась в статусе самодержавно правящей императрицы                                                     |
| Екатерина II         | София Августа Фредерика Ангальт-Цербстская                             |         | (1729—1796) | Пётр III                | 1745         | наследник, дочери                    | скончалась в статусе самодержавно правящей императрицы                                                     |
| Мария Фёдоровна      | София Мария Доротея Августа Луиза Вюртембергская                       |         | (1759—1828) | Павел I (2-я жена)      | 1776         | наследник, дочери и сыновья          | скончалась в статусе вдовствующей императрицы                                                              |
| Елизавета Алексеевна | Луиза Мария Августа Баденская                                          |         | (1779—1826) | Александр I             | 1793         | только дочери                        | скончалась в статусе вдовствующей императрицы                                                              |
| Александра Фёдоровна | Фридерика Луиза Шарлотта Вильгельмина Прусская                         |         | (1798—1860) | Николай I               | 1817         | наследник, дочери и сыновья          | скончалась в статусе вдовствующей императрицы                                                              |
| Мария Александровна  | Максимилиана Вильгельмина Августа София Мария Гессенская и Прирейнская |         | (1824—1880) | Александр II (1-я жена) | 1841         | наследник, дочери и сыновья          | скончалась при жизни мужа                                                                                  |
| Мария Фёдоровна      | Мария София Фредерика Дагмар Датская                                   |         | (1847—1928) | Александр III           | 1866         | наследник, дочери и сыновья          | с 1917 года в России «гражданка Романова», в эмиграции сохраняла титул вдовствующей императрицы до кончины |
| Александра Фёдоровна | Виктория Алиса Елена Луиза Беатриса Гессен-Дармштадтская               |         | (1872—1918) | Николай II              | 1894         | наследник цесаревич Алексей и дочери | убита после отречения мужа от престола и революции, вместе с семьей                                        |